# Nemonyx scutellatus
Nemonyx scutellatus is een keversoort uit de familie bastaardsnuitkevers (Nemonychidae). De wetenschappelijke naam van de soort werd in 1901 gepubliceerd door Elzéar Emmanuel Arène Abeille de Perrin.